# Caletes
Caletes is een geslacht van rechtvleugeligen uit de familie veldsprinkhanen (Acrididae). De wetenschappelijke naam van dit geslacht is voor het eerst geldig gepubliceerd in 1892 door Redtenbacher.

## Soorten
Het geslacht Caletes  is monotypisch en omvat slechts de volgende soort:
- Caletes apterus (Redtenbacher, 1892)